# عقيرباء بليارية
عقيرباء بليارية (الاسم العلمي: Euscorpius balearicus) هي نوع من العنكبوتيات يتبع جنس العقيرباء من الفصيلة العقيربية.
سمي هذا النوع نسبةً إلى جزر البليار.